# 제프리 로즈
제프리 로즈(Geoffrey Arthur Rose, 1926년 4월 19일 ~ 1993년 11월 12일)는 영국의 내과 의사, 역학자이다.

## 생애
옥스퍼드 대학교의 퀸즈 칼리지(Queen's College)를 졸업한 후 런던 패딩턴의 성모병원에서 수련받았다.
이후 1959년 LSHTM의 강사로 부임하였다. 1968년 WHO의 의뢰로 헨리 블랙번과 함께 《심혈관질환 조사방법》(Cardiovascular Survey Methods)을 편찬하였다.
1970년부터 패딩턴 성모병원의 역학 교수로 재직하였다. 1977년 LSHTM의 역학 교수로 부임한 후 1991년 은퇴하였다.

## 연구 분야
그의 초기 연구는 임상 의학에서 쓰이는 역학적 조사방법을 만드는 것이었다. 이후 사회적 지위와 건강의 연관성을 다룬 화이트홀 스터디와 나트륨 섭취가 혈압에 미치는 영향을 분석한 인터솔트 스터디에 참여하였다.
1985년 〈아픈 개인과 아픈 집단〉(Sick Individuals and Sick Populations) 논문을 발표하면서 예방의학에서의 고위험 예방 전략 및 인구집단 예방 전략을 제시하였다.

## 주요 저서
- Rose G. 예방의학의 전략 (김명희 외 역). 한울아카데미. 2010. ISBN 978-89-460-5299-4. (원제: Rose's Strategy of Preventive Medicine. NY: Oxford University Press, 1987. ISBN 978-0-19-263097-1.)

## 같이 보기
- 역학 (의학)
- 예방의학